# NEC PC-88
De PC-88 was een computerreeks van NEC Corporation. Het toestel bevat een NEC µPD780C-processor (Z80-compatible). Het eerste model, PC-8801, verscheen in 1981 op de Japanse markt waar het al snel populair werd. De computer werkte met een BASIC-variant. Grafisch gezien was de computer ver voor zijn tijd: het had een kleurenpalet van 512 kleuren, maar kon er daarvan hoogstens 8 gelijktijdig tonen.
De opvolger, PC-8801BE, verscheen in 1982 en was bedoeld als bedrijfscomputer. Dit toestel werd ook in Europa gepromoot, maar de verkoop viel tegen.
Later verscheen er nog een model voor de Amerikaanse markt.

## Lijst van modellen
- PC-8801 (1981)
- PC-8801BE (1982)
- PC-8801mkII (1983)
- PC-8801mkII SR/TR/FR (1985)
- PC-8801 FH/MH (1986)
- PC-88 VA (1987)
- PC-8801 FA/MA (1987)
- PC-88 VA2/VA3 (1988)
- PC-8801 FE/MA2 (1988)
- PC-8801 FE2/MC (1989)